# Solpugista
Genre
Solpugista est un genre de solifuges de la famille des Solpugidae.

## Distribution
Les espèces de ce genre sont endémiques de Namibie.

## Liste des espèces
Selon Solifuges of the World (version 1.0) :
- Solpugista bicolor (Lawrence, 1953)
- Solpugista hastata (Kraepelin, 1899)
- Solpugista methueni (Hewitt, 1914)
- Solpugista namibica Kraus, 1956

## Publication originale
- Roewer, 1934 : Solifuga, Palpigrada. Dr. H.G. Bronn's Klassen und Ordnungen des Thier-Reichs, wissenschaftlich dargestellt in Wort und Bild. Akademische Verlagsgesellschaft M. B. H., Leipzig. Fünfter Band: Arthropoda; IV. Abeitlung: Arachnoidea und kleinere ihnen nahegestellte Arthropodengruppen, vol. 4, p. 481-723 (texte intégral).